# Nikon D6
Nikon D6 – 20,8-megapikselowa profesjonalna pełnoklatkowa lustrzanka cyfrowa firmy Nikon, zaprezentowana 12 lutego 2020 roku. Jest następcą modelu Nikon D5.
Aparat miał oficjalną premierę w Polsce 20 maja 2020 roku. Lustrzanka jest przeznaczona dla osób zajmujących się fotografią sportową i przyrodniczą.
Nikon D6 posiada system AF, zawierający układ 105 czujników krzyżowych z możliwością wyboru pola, co daje o 1,6 raza większą gęstość pokrycia kadru niż w modelu D5. W przeciwieństwie do poprzednika posiada także nowy procesor EXPEED 6.
Aparat ma możliwość rejestrowania zdjęć z szybkością 14 kl./s w trybie pełnego śledzenia AF/AE i nagrywania filmów: o rozdzielczości 8 MP z prędkością 30 kl./s oraz o rozdzielczości 2 MP z prędkością 60 kl./s. Natywny zakres ISO wynosi: 100 – 102 400, rozszerzany: 50 – 3 280 000. W trybie automatycznego wyboru pola AF oraz śledzenia 3D możliwe jest ustawienie ostrości na oczach fotografowanej osoby.
Odporność aparatu na trudne warunki ma zapewniać budowa korpusu ze stopu magnezu oraz jego uszczelnienie. Zwiększoną szybkość zapisu zapewnia obsługa formatów CFexpress i XQD.